# NGC 5968
NGC 5968 est une très vaste galaxie spirale intermédiaire (barrée ?) située dans la constellation du Loup. Sa vitesse par rapport au fond diffus cosmologique est de 5 605 ± 12 km/s, ce qui correspond à une distance de Hubble de 82,7 ± 5,8 Mpc (∼270 millions d'al). NGC 5968 a été découverte par l'astronome britannique John Herschel en 1837.
La classe de luminosité de NGC 5968 est I-II et elle présente une large raie HI. De plus, c'est une galaxie LINER, c'est-à-dire une galaxie dont le noyau présente un spectre d'émission caractérisé par de larges raies d'atomes faiblement ionisés. 

## Supernova
La supernova SN 2012el a été découverte dans NGC 5968 le 18 août 2012 par l'astronome amateur néo-zélandais Stu Parker. Cette supernova était de type Ia.